# Petite rivière du Chêne
Pour les articles homonymes, voir Chêne (homonymie).
La Petite rivière du Chêne est un affluent de la rive sud du fleuve Saint-Laurent, au Québec, au Canada. Cette rivière coule dans les municipalités de Notre-Dame-de-Lourdes, Villeroy (MRC de L'Érable), Manseau, Fortierville, Parisville et Deschaillons-sur-Saint-Laurent (MRC de Bécancour), dans la région administrative du Centre-du-Québec.

## Géographie
Les principaux bassins versants voisins de la Petite rivière du Chêne sont :
- côté nord : fleuve Saint-Laurent ;
- côté est : ruisseau L'Espérance, rivière du Chêne, rivière aux Ormes, rivière Creuse, ruisseau Geoffroy ;
- côté sud : rivière Bécancour ;
- côté ouest : fleuve Saint-Laurent, rivière aux Orignaux, rivière aux Glaises.

La Petite rivière du Chêne prend sa source en zone forestière, au sud d'une zone de marais, au sud de l'autoroute 20, au nord du village de Lourdes, dans la municipalité de Notre-Dame-de-Lourdes (presque à la limite de Villeroy).
À partir de sa zone de tête, la Petite rivière du Chêne coule sur environ 70 km répartis selon les segments suivants :
- vers l'ouest jusqu'à la limite Villeroy puis jusqu'à l'autoroute 20 et jusqu'à la route 218 ;
- vers le nord-ouest, en serpentant jusqu'à revenir couper la route 218 au sud du village de Manseau, puis en serpentant jusqu'à la route du 10e et 11e rang ;
- vers le nord, en serpentant jusqu'à la route du rang Saint-Agathe puis jusqu'à la confluence de la rivière Creuse venant de l'est puis en serpentant jusqu'à la confluence de la rivière aux Ormes venant de l'est ;
- vers le nord-ouest, en serpentant à droite de la route 226 ;
- vers le nord-est, en serpentant jusqu'à la route 265 puis jusqu'à la route 132 ;
- vers l'est, jusqu'à son embouchure[2].

La Petite rivière du Chêne se déverse sur les battures de la rive sud de l'estuaire fluvial du Saint-Laurent, à la limite de Deschaillons et de Leclercville. Sa conflence est située à la pointe Des Robert, à 3,3 km à l'ouest du centre du village de Leclercville, à 4,4 km au nord-est du centre du village de Parisville et à 5,6 km à l'est du centre du village de Deschaillons. Elle est aussi localisée à 3,3 km à l'ouest de la confluence de la rivière du Chêne et à 18,3 km à l'est de la confluence de la rivière aux Orignaux.

## Toponymie
Dans la langue abénaquise la petit rivière est à son grand voisin Rivière du Chêne (wachilmezi) comme un gland de chêne (wachil).
Le toponyme Petite rivière du Chêne a été officialisé le 5 décembre 1968 à la Commission de toponymie du Québec.